# Tyrlaching
Tyrlaching este o comună din districtul Altötting, landul Bavaria, Germania.